# Championnats du monde d'aquathlon 2021
Navigation
Édition précédente Édition suivante
Les championnats du monde d'aquathlon 2021, vingt-troisième édition des championnats du monde d'aquathlon, ont lieu le 30 octobre 2021 à Estrémadure en Espagne. Ils sont organisés par la Fédération internationale de triathlon (ITU).

## Résultats[1]
| Distances course (kilomètres) | Distances course (kilomètres) |
| Natation                      | Course à pied                 |
| ----------------------------- | ----------------------------- |
| 1                             | 5                             |

| Rang               | Athlète              | Pays | Temps       |
| ------------------ | -------------------- | ---- | ----------- |
| Médaille d'or      | David Castro Fajardo |      | 27 min 36 s |
| Médaille d'argent  | Richard Varga        |      | 27 min 40 s |
| Médaille de bronze | Ander Noain Lacamara |      | 28 min 16 s |

| Rang               | Athlète            | Pays | Temps       |
| ------------------ | ------------------ | ---- | ----------- |
| Médaille d'or      | Margot Garabedian  |      | 31 min 41 s |
| Médaille d'argent  | Sara Pérez Sala    |      | 32 min 1 s  |
| Médaille de bronze | Margareta Vrablova |      | 32 min 10 s |